# تیم ملی بسکتبال اسلواکی
تیم ملی بسکتبال اسلواکی نماینده اسلواکی در رقابت های بین‌المللی بسکتبال است.
اسلواکی یکی از جدیدترین تیم های ملی بسکتبال جهان است که پس از تجزیه چکسلواکی در سال ۱۹۹۳ از چکسلواکی جدا شد. آنها بعداً در همان سال به
فدراسیون بین‌المللی بسکتبال پیوستند و در نخستین مسابقه خود به عنوان تیم مستقل مقابل سوئیس بازی کردند . اسلواکی تا به امروز سابقه زیادی در سطح بین‌المللی ندارد. اگرچه آنها در گذشته سعی در صعود به مسابقات اروپایی را داشتند که قهرمانی اروپا بوده اما هنوز به این مسابقات نرسیده اند.

## تاریخچه

### دوران چکسلواکی
تا سال ۱۹۹۳ اسلواکی بخشی از چکسلواکی بود و بازیکنان بسکتبال متولد اسلواکی در تیم ملی چکسلواکی شرکت داشتند . یکی از قابل توجه ترین بازیکنانی که در اسلواکی متولد شد و در تیم ملی چکسلواکی بازی کرد تا در سطح بین‌المللی به موفقیت برسد ، استانیسلاو کروپیلیک بود . وی در کمک به چکسلواکی در قهرمانی اروپا (۱۹۷۷ ، ۱۹۸۱ و ۱۹۸۵) کمک کرد .

### پس از استقلال
تیم ملی اسلواکی پس از تجزیه چکسلواکی ، در کوشش های بی شماری سعی در صعود به قهرمانی اروپا کرد ، اما ناموفق بود. در مرحله مقدماتی جام جهانی ۲۰۱۹ ، اسلواکی در مسابقات مقدماتی جام جهانی ۲۰۱۹ شرکت کرد اما در نهایت در گروه خود حذف شد.  آنها  برای صعود به قهرمانی اروپا ۲۰۲۱ تلاش کردند . اما اسلواکی پس از پایان مرحله مقدماتی ، دوباره حذف شد.